# Grafendorf bei Hartberg
Grafendorf bei Hartberg é um município da Áustria, situado no distrito de Hartberg-Fürstenfeld, no estado da Estíria. Tem 45,7 km² de área e sua população em 2019 foi estimada em 3.091 habitantes.